# Petrus Beukers
Petrus Bernardus Beukers (9 de octubre de 1899-12 de abril de 1981) fue un deportista neerlandés que compitió en vela en la clase bote 12 ft. Participó en los Juegos Olímpicos de Amberes 1920, obteniendo una medalla de plata en la clase bote 12 ft.

## Palmarés internacional
| Juegos Olímpicos | Juegos Olímpicos  | Juegos Olímpicos | Juegos Olímpicos |
| Año              | Lugar             | Medalla          | Clase            |
| ---------------- | ----------------- | ---------------- | ---------------- |
| 1920             | Amberes (Bélgica) | Medalla de plata | Bote 12 ft       |